# Annaberg-Lungötz
Annaberg-Lungötz ist eine Gemeinde mit 2230 Einwohnern (Stand 1. Jänner 2025) im Salzburger Land im Bezirk Hallein in Österreich.

## Geografie
Die Gemeinde liegt im Tennengau im Salzburger Land, im Lammertal. Ursprünglich über Jahrhunderte dem Pongau zugerechnet, kam sie erst 1896, mit Gründung der Bezirkshauptmannschaft Hallein 1896, zum Tennengau. Bis Ende 2002 gehörte die Gemeinde zum dann aufgelösten Gerichtsbezirk Abtenau, seit 2003 ist sie Teil des Gerichtsbezirks Hallein.
Annaberg-Lungötz liegt inmitten einer Bergwelt am Fuße des Gosaukamms und des Tennengebirges. Viele Almen sind ein beliebtes Ausflugsziel für Touristen wie auch für Einheimische. Einige Almen: Mahdalm, Gappenalm (nicht bewirtschaftet), Loseggalm, Körnerhütte, Stuhlalm und andere.

### Gemeindegliederung
Das Gemeindegebiet umfasst folgende acht Ortschaften (in Klammern Einwohnerzahl Stand 1. Jänner 2025):
- Annaberg im Lammertal (768)
- Braunötzhof (130)
- Gappen (194)
- Hefenscher (300)
- Klockau (50)
- Neubach (541)
- Promberg (93)
- Steuer (154)

Die Gemeinde besteht aus den Katastralgemeinden Annaberg, Gappen und Neubach.
Die Siedlung Gappenberg liegt auf ca. 1000 m und hat etwa 70 Einwohner. Zwei Drittel der Häuser sind Bauernhöfe (Rathgeb, Weisengut, Kraftenlehen, Hagenhof, Vorderpassruck, Hinterpassruck, Gappenhof usw.).
Die Siedlung Hagensiedlung liegt auf ca. 750 m und hat etwa 200 Einwohner. Die Hagensiedlung ist ein beliebtes Ausflugsziel für Spaziergänger.

### Nachbargemeinden
|                                  | Abtenau                                     |            |
| St. Martin am Tennengebirge (JO) | Kompassrose, die auf Nachbargemeinden zeigt | Gosau (GM) |
| Eben im Pongau (JO)              | Filzmoos (JO)                               |            |

## Geschichte
Erstmals genannt wird das Lammertal in einer Schenkungsurkunde von 1124 des Salzburger Erzbischofs Konrad I. an das Erzstift St. Peter. Im Zuge der Vertreibung der Salzburger Protestanten mussten 1732 auch rund 250 Einwohner der Ortschaften Annaberg und Lungötz ihre Heimat verlassen. Als politische Gemeinde entstand „Annaberg im Lammertal“ am 4. Juni 1849.
Der Ortsteil Lungötz entwickelte sich mit der Gründung des Spanplattenwerks Kaindl zu einer eigenen Ortschaft, 1964 erfolgte die Einweihung einer eigenen Kirche in Lungötz.
Am 17. Mai 1951 wurde der Gemeindename von Annaberg in Annaberg im Lammertal geändert, am 9. Jänner 1992 durch Beschluss der Salzburger Landesregierung von Annaberg im Lammertal in Annaberg-Lungötz.

## Politik

### Gemeinderat
| Gemeinderatswahl 2024Wahlbeteiligung: 80,1 % 50403020100 44,4 % (+9,6 %p)40,4 % (−2,0 %p)15,2 % (−7,6 %p) SPÖÖVPFPÖ20192024 |

Die Gemeindevertretung hat insgesamt 17 Mitglieder.
- Mit den Gemeindevertretungs- und Bürgermeisterwahlen in Salzburg 2004 hatte die Gemeindevertretung folgende Verteilung: 9 ÖVP, 7 SPÖ, und 1 FPÖ.
- Mit den Gemeindevertretungs- und Bürgermeisterwahlen in Salzburg 2009 hatte die Gemeindevertretung folgende Verteilung: 10 ÖVP, 5 SPÖ, und 2 FPÖ.[4]
- Mit den Gemeindevertretungs- und Bürgermeisterwahlen in Salzburg 2014 hatte die Gemeindevertretung folgende Verteilung: 9 ÖVP, 4 SPÖ, und 4 FPÖ.[5]
- Mit den Gemeindevertretungs- und Bürgermeisterwahlen in Salzburg 2019 hatte die Gemeindevertretung folgende Verteilung: 7 ÖVP, 6 SPÖ, und 4 FPÖ.[6]
- Mit den Gemeindevertretungs- und Bürgermeisterwahlen in Salzburg 2024 hat die Gemeindevertretung folgende Verteilung: 8 SPÖ, 7 ÖVP und 2 FPÖ.[7]

### Bürgermeister
- 1945–1969 Josef Quehenberger
- 1969–1994 Leonhard Hirscher
- 1994–2019 Josef Schwarzenbacher (ÖVP)[8]
- seit 2019 Martin Promok (SPÖ)[9]

### Wappen
|  | Das 1972 verliehene Wappen der Gemeinde blasoniert sich: In rotem Schild zwei aufwärtsgekreuzte goldene Schlüssel über einem dem aufragenden silbernen Gebirgsmassiv (das die Bischofsmütze darstellt), welches unter mit einer goldbegrifften blauen Säge belegt ist. |

## Kultur und Sehenswürdigkeiten

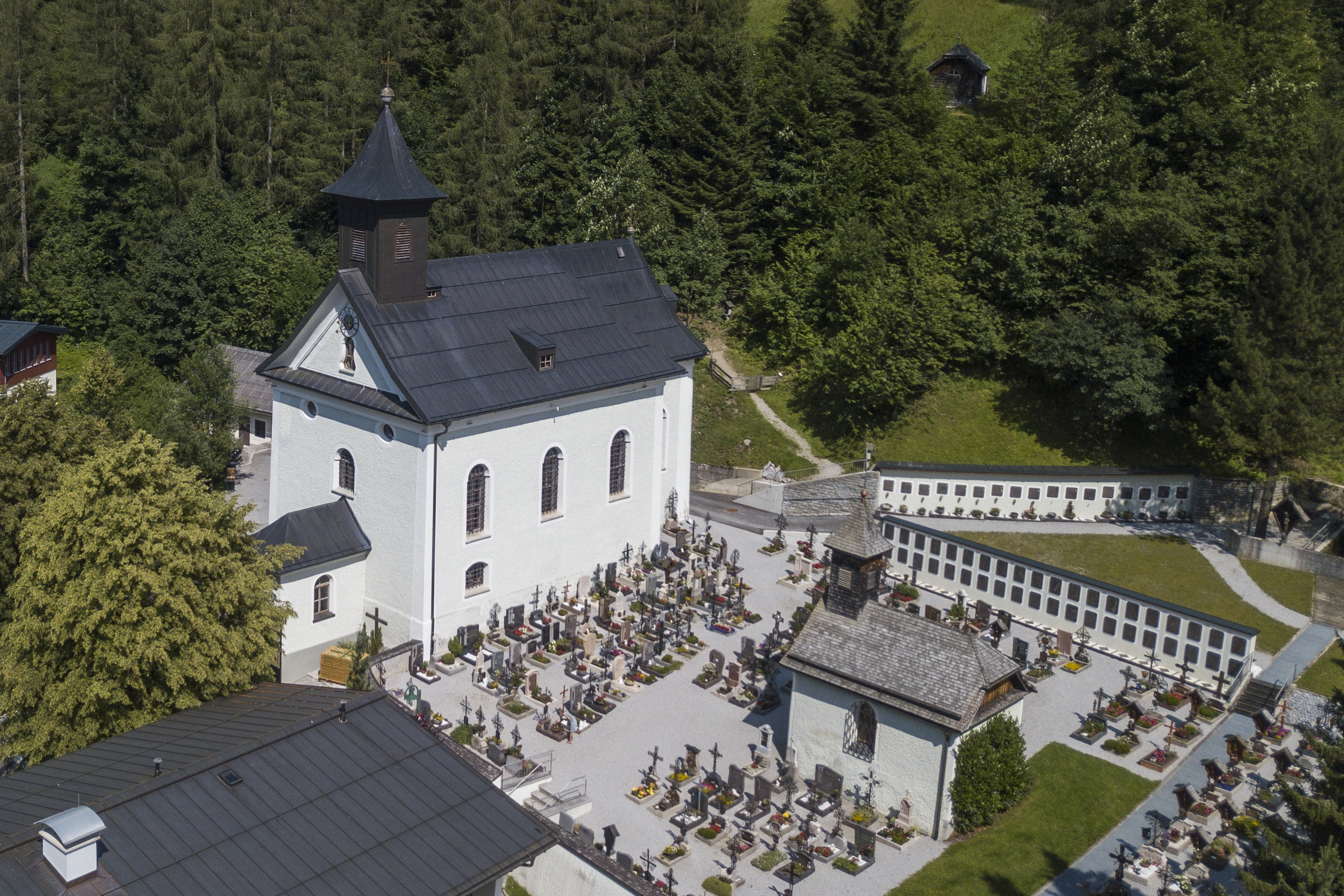
Pfarrkirche Annaberg im Lammertal

### Bauwerke
Annaberg
- Katholische Pfarrkirche Annaberg im Lammertal hl. Anna
- Friedhofskapelle
- Ehemaliges Mesnerhaus (Försterhaus)

Lungötz
- Katholische Filialkirche Lungötz Hll. Vinzenz und Josef

### Sport
Annaberg-Lungötz hat mit dem SK Annaberg einen eigenen Ski-Club und hat mit Marcel Hirscher einen weltweit bekannten Skirennläufer hervorgebracht.

## Wirtschaft und Infrastruktur
- Tourismus: Der Ort ist im Sommer wie Winter ein beliebter Urlaubsort in der Skiregion Dachstein-West. Die Anzahl der Übernachtungen stieg von 141.000 im Jahr 2011 auf 178.000 im Jahr 2019, sank im COVID-Jahr 2020 auf 134.000. Die höchste Zahl lag dabei im Februar, die zweite Spitze in den Monaten Juli und August.[10][11]
- Holzunternehmen Kaindl: Das Unternehmen, das seinen Hauptsitz heute in Wals-Siezenheim hat, und ein bedeutender Holzwerkstoffhersteller ist, wurde hier im Ortsteil Lungötz 1897 als Sägewerk begründet. 1954 wurde die Dependance Hüttau gegründet, 1959 übersiedelte die Firma nach Salzburg.

## Persönlichkeiten
- Gregor Höll (1911–1999), Nordischer Skisportler und Olympiateilnehmer
- Gottfried Kumpf (1930–2022), Maler, Graphiker und Bildhauer
- Ferdinand Hirscher (* 1955), Alpinskitrainer
- Josef Schwarzenbacher (* 1956), Landwirt, Bautechniker und Politiker
- Marcel Hirscher (* 1989), Skirennläufer und Olympiasieger